# Luxulyan
Luxulyan – wieś w Anglii, w Kornwalii. Leży 64 km na północny wschód od miasta Penzance i 347 km na zachód od Londynu. W 2001 miejscowość liczyła 1371 mieszkańców.
We wsi jest stacja kolejowa Luxulyan.